# 二十試甲戦闘機
二十試甲戦闘機（にじゅうしこうせんとうき）は、大日本帝国海軍が計画した戦闘機。二十試甲戦闘機という名称は制式なものでない可能性があるが（#名称を参照）、本項では普及しているこの名称を使用する。

## 経緯
海軍は新型戦闘機の計画方針として「高高度甲戦闘機」を検討し、1945年（昭和20年）5月1日に第一技術廠で行われた官民合同会議で各メーカーに公示した。この会議では高高度甲戦闘機について、烈風もしくは紫電改の改良機、陣風の再検討、新規設計機の三つの案が上がっている。うち陣風を再検討する案は会議中に廃案となり、烈風と紫電改のエンジン換装型である「決戦戦闘機」と、その次に新規計画の「次期戦闘機」を開発することが結論となった。この「次期戦闘機」がのちの二十試甲戦となる。「次期戦闘機」のエンジンには三菱「ハ43-51」、中島「ハ44-21」、中島「ハ45-44」の三種が指定された。また、横須賀海軍航空隊からは以下のような目標値が提出されている。
- 最大速度は704 km/h（高度10,000 m時）、着陸速度は148 km/h以下。
- 上昇力は10,000 mまで15分以内。上昇限度は13,500 m。
- 航続時間は巡航2.5時間＋全力0.7時間。
- 武装は20mm機銃（弾丸250発）4挺。
- 胴体タンクはゴム防弾。翼に自動消火装置を装備。操縦者後方、弾倉上面および後面防御。

三菱重工業、川西航空機、第一軍需工廠（中島飛行機が改名したもの。以下「中島」）がこの要求に応じ、同年5月23日の官民合同会議で各社ごとの性能推算値を提出した。三菱は開発を進めていた烈風性能向上型をそのまま使用する案と、烈風改の改良案、完全新規設計案の三種を提出。川西は紫電改を元にした案を、中島は陸軍向けに開発したキ87もしくは立川飛行機のキ94IIを元にしたと推測される案を提出している。
これらのうちから烈風改の改良案が「次期戦闘機」として選定され、三菱と搭載予定の「ハ44-21」エンジンのメーカーである中島によって共同開発が行われることが決定した。これが「二十試甲戦闘機」とされる機体である。その後、同年6月10日の計画要求審議会で計画方針と要求性能が決定され、この際により実現可能性の高い「ハ44-13」エンジンを装備可能にするという要求が盛り込まれている。海軍は二十試甲戦が戦力化される時機を1947年（昭和22年）初頭と見込んでいたが、終戦にともない計画段階で開発は中止された。
1945年に海軍から試作発注が行われる予定だった戦闘機はほかにも数種類が存在したが、いずれも計画が具体化せずに終わっており、二十試甲戦は実質的に日本海軍が計画した最後の戦闘機となった。

## 設計
最終的に選定された案は烈風改（もしくは烈風一一型）を原型とするものであり、搭載量以外は目標値に近い値に達していた。烈風改との相違点はエンジンがハ44-21となったほかに、プロペラがより大重量のものに変更された点がある。航続距離や武装・防弾などは烈風性能向上型と同等。また、高高度における空戦性能の確保などのために自動空戦フラップの改良が行われる予定だった。

## 諸元（計画値）
- 全幅：14.0 m
- 主翼面積：31.3 m2
- 自重：3,392 kg
- 全備重量：5,753 kg
- エンジン：中島 ハ44-21 空冷星型18気筒（2,200馬力） × 1
- 最大速度：657 km/h
- 巡航速度：417 km/h
- 上昇限度：10,500 m
- 航続時間：巡航2.5時間＋全速0.6時間
- 武装：
九九式二〇粍二号機銃五型 × 4
訓練用七・七粍機銃 × 2（訓練時）
- 乗員：1名

## 名称
「二十試甲戦闘機」（二〇試甲戦闘機）という名称は堀越二郎と奥山正武の共著『零戦』などに書かれたもので、5月23日の官民合同会議で呼称が決定されたとされているが、当時の公文書に「二十試甲戦」という名前はなく、計画開始後も「次期戦闘機」と呼ばれていた。そのため、「二十試甲戦」とは一部で用いられたのみの仮称ではないかという説がある。また、「陸風」という愛称が予定されていたとも言われている。